# Sankt Marien
Sankt Marien är en ort och kommun  i Österrike. Den ligger i distriktet Linz-Land i förbundslandet Oberösterreich, 160 kilometer väster om huvudstaden Wien. 
Kommunen består av 14 orter (Ortschaften) (inom parentes invånarantal 1 januari 2024):

- Grub (53)
- Kimmersdorf (144)
- Kurzenkirchen (108)
- Niederschöfring (63)
- Nöstlbach (1 467)
- Oberndorf (130)
- Oberschöfring (151)
- Pachersdorf (76)
- Pichlwang (165)
- Sankt Marien (1 570)
- Stein (74)
- Thal (31)
- Tiestling (26)
- Weichstetten (1 096)